# Stabilo
Stabilo (originalmente Stabilo Boss) son una banda rock de Vancouver, Columbia Británica, Canadá. Formados alrededor de 1999, están bien conocidos para las canciones "Everybody", "One More Pill" and "Flawed Design", éxitos canadienses durante los 2000s. 

## La historia de la banda
Miembros Jesse Dryfhout y Christopher John (antes se llamaba Chris Moerman) eran compañeros de clase y tocaron en una banda que se llamaba Molly, que pusiero en venta él solamente EP de ellos'Ghosts of Yesterday' en 1997. Dryfhout era originalmente batería de la banda hasta que vinió a la banda with con la primera canción que él escribió: "Everybody". Poco después, John y é empezaron compartir el deber de cantar y escribir las canciones.

## Discografía
- 'Kitchen Sessions (1999)
- 'Stabilo Boss (2001)
- 'The Beautiful Madness EP (2002)
- 'Cupid? (2004)
- 'Happiness and Disaster (2006)